# هيوز أو أتش-6
أو أتش-6 وهي مروحية خفيفة أحادية المحرك وبأربعة شفرات تستخدم لنقل الأفراد، نقل أفراد المرافقة والهجوم، والمراقبة. وطورة الشركة طراز مدنيا لطراز 369 وهو طراز 500 الذي يتم تصنيع حاليا من قبل شركة إم دي للمروحيات.

## التطوير

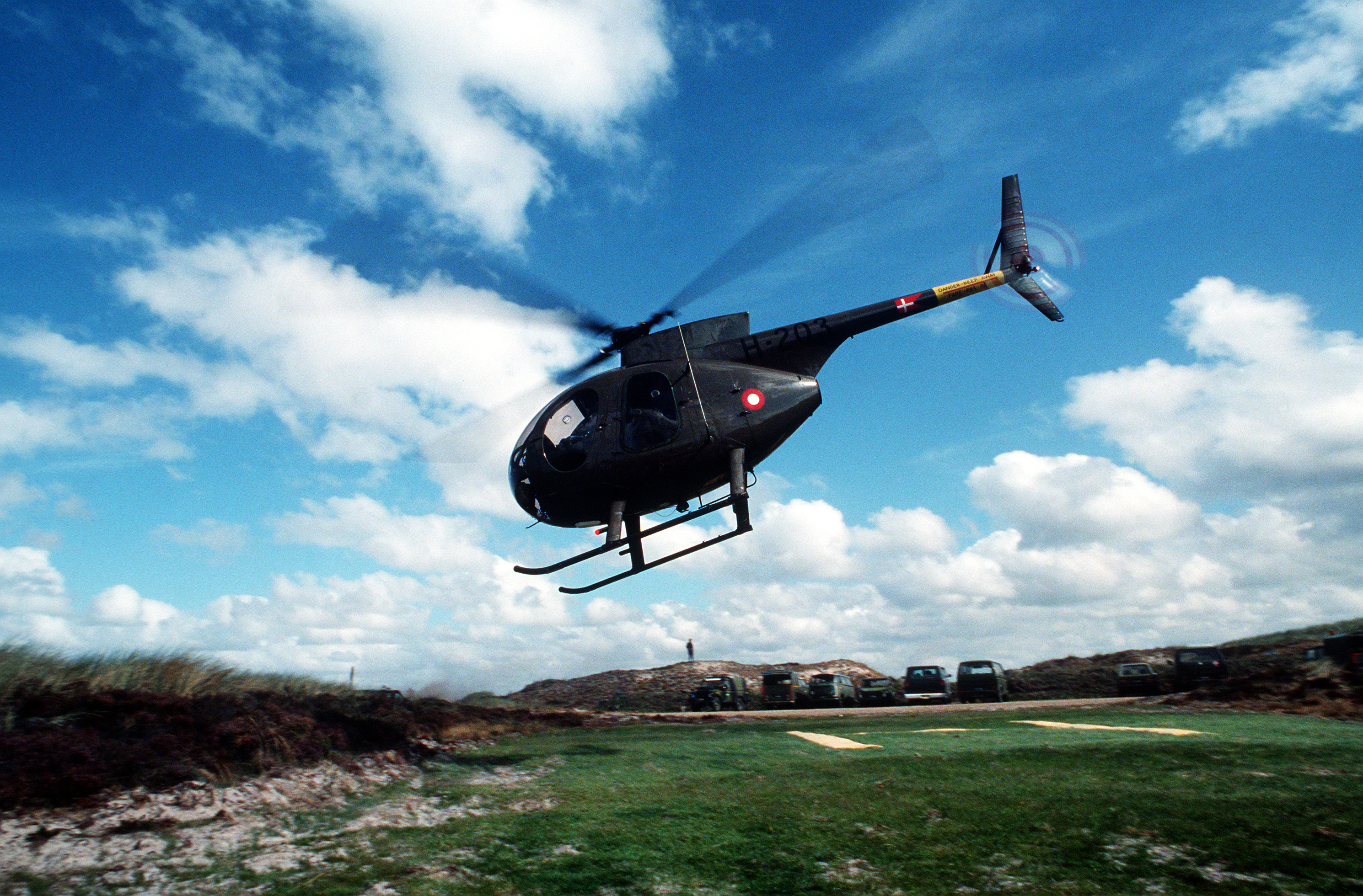
هيوز أو أتش OH-6 الدنماركية.

قام الجيش الأمريكي عام 1960 بإصدار المواصفات الفنية 153 لمروحية مراقبة خفيفة قادر على أداء مختلف الأدوار: نقل أفراد، مرافقة وهجوم، أجلاء المصابين ومراقبة. شاركة إثنى عشر شركة في هذه المنافسة، حيث قدمت شركة هيوز طراز 369. تم اختيار طرازي شركتي فيرتشايلد للطيران وبيل للمروحيات من بين المنافسين ولاحقا تم إضافة طراز شركة هيوز.
حلق نموذج 369 في 27 فبراير 1963. وتم تسميته أولا واي إتش أو-6 إيه YHO-6A اتباعا لنظام التسمية المتبع من قبل الجيش، ثم أعيد تسميتها واي أو إتش-6 إيه YOH-6A عندما قامت وزارة دفاع الولايات المتحدة بتوحيد نظام التسمية لجميع الطائرات. أنشأت الشركة خمسة نماذج مزودة بمحرك تي63-إيه-5إيه (T63-A-5A) ذو قوة 252 حصان (188 كيلو واط) وسلمت للجيش في قاعدة فورت روكر،ألاباما لتتنافس مع 10 نماذج قدمت من قبل شركتي فيرتشايلد وبيل. فازت شركة هيوز بالمنافسة، ومنح الجيش عقد في مايو 1965 بتصنيع 714 مروحية، ثم تم زيادة العدد إلى 1400 مروحية مع خيار زيادة 114 مروحية. تم إنشاء 70 مروحية خلال الشهر الأول.